# Thrift Shop
Thrift Shop is een nummer van de Amerikaanse rapper Macklemore en zijn producer Ryan Lewis. Het is de vijfde en laatste single van hun gezamenlijke debuutalbum The Heist. De single is uitgebracht op 3 september 2012 en is mede ingezongen door Wanz.
Het nummer gaat over het kopen van goedkope kleding van kringloopwinkels, met minachting voor merkkleding en trends.

## Hitnoteringen
| Hitlijst               | Datum van binnenkomst | Hoogste positie | Aantal weken | Laatste notering |
| ---------------------- | --------------------- | --------------- | ------------ | ---------------- |
| Single Top 100         | 26-01-2013            | 1               | 35           | 28-09-2013       |
| Nederlandse Top 40     | 09-02-2013            | 1               | 27           | 10-08-2013       |
| Vlaamse Ultratop 50    | 26-01-2013            | 1               | 29           | 10-08-2013       |
| Waalse Ultratop 50     | 26-01-2013            | 1               | 31           | 07-09-2013       |
| Australische Top 50    | 11-11-2012            | 1               | 27           | 12-05-2013       |
| Deense Top 40          | 27-12-2012            | 1               | 30           | 19-07-2013       |
| Duitse Top 100         | 27-10-2012            | 2               | 42           | 10-08-2013       |
| Finse Top 20           | 26-01-2013            | 1               | 21           | 15-06-2013       |
| Franse Top 200         | 24-11-2012            | 1               | 61           | *                |
| Nieuw-Zeelandse Top 40 | 29-10-2012            | 1               | 26           | 22-04-2013       |
| Noorse Top 20          | 22-12-2012            | 1               | 25           | 08-06-2013       |
| Oostenrijkse Top 75    | 21-12-2012            | 2               | 43           | 25-10-2013       |
| Spaanse Top 50         | 17-02-2013            | 12              | 32           | 22-09-2013       |
| UK Singles Chart       | 19-01-2013            | 1               | 41           | 26-10-2013       |
| Billboard Hot 100      | 20-10-2012            | 1               | 49           | 21-09-2013       |
| Zweedse Top 60         | 04-01-2013            | 2               | 44           | 01-11-2013       |
| Zwitserse Top 75       | 20-01-2013            | 1               | 37           | 12-01-2014       |

### Nederlandse Top 40
| Hitnotering: 09-02-2013 t/m 10-08-2013 | Hitnotering: 09-02-2013 t/m 10-08-2013 | Hitnotering: 09-02-2013 t/m 10-08-2013 | Hitnotering: 09-02-2013 t/m 10-08-2013 | Hitnotering: 09-02-2013 t/m 10-08-2013 | Hitnotering: 09-02-2013 t/m 10-08-2013 | Hitnotering: 09-02-2013 t/m 10-08-2013 | Hitnotering: 09-02-2013 t/m 10-08-2013 | Hitnotering: 09-02-2013 t/m 10-08-2013 | Hitnotering: 09-02-2013 t/m 10-08-2013 | Hitnotering: 09-02-2013 t/m 10-08-2013 | Hitnotering: 09-02-2013 t/m 10-08-2013 | Hitnotering: 09-02-2013 t/m 10-08-2013 | Hitnotering: 09-02-2013 t/m 10-08-2013 | Hitnotering: 09-02-2013 t/m 10-08-2013 |
| Week:                                  | 1                                      | 2                                      | 3                                      | 4                                      | 5                                      | 6                                      | 7                                      | 8                                      | 9                                      | 10                                     | 11                                     | 12                                     | 13                                     | 14                                     |
| -------------------------------------- | -------------------------------------- | -------------------------------------- | -------------------------------------- | -------------------------------------- | -------------------------------------- | -------------------------------------- | -------------------------------------- | -------------------------------------- | -------------------------------------- | -------------------------------------- | -------------------------------------- | -------------------------------------- | -------------------------------------- | -------------------------------------- |
| Positie:                               | 26                                     | 3                                      | 3                                      | 2                                      | 2                                      | 1                                      | 3                                      | 4                                      | 4                                      | 3                                      | 5                                      | 7                                      | 11                                     | 11                                     |
| Week:                                  | 15                                     | 16                                     | 17                                     | 18                                     | 19                                     | 20                                     | 21                                     | 22                                     | 23                                     | 24                                     | 25                                     | 26                                     | 27                                     |                                        |
| Positie:                               | 12                                     | 12                                     | 16                                     | 17                                     | 24                                     | 23                                     | 26                                     | 31                                     | 37                                     | 31                                     | 33                                     | 36                                     | 40                                     | uit                                    |

### NederlandseSingle Top 100
| Hitnotering: (Week 1 t/m 30) 26-01-2013 t/m 17-08-2013 Hitnotering: (Week 31 t/m 35) 31-08-2013 t/m 28-09-2013 | Hitnotering: (Week 1 t/m 30) 26-01-2013 t/m 17-08-2013 Hitnotering: (Week 31 t/m 35) 31-08-2013 t/m 28-09-2013 | Hitnotering: (Week 1 t/m 30) 26-01-2013 t/m 17-08-2013 Hitnotering: (Week 31 t/m 35) 31-08-2013 t/m 28-09-2013 | Hitnotering: (Week 1 t/m 30) 26-01-2013 t/m 17-08-2013 Hitnotering: (Week 31 t/m 35) 31-08-2013 t/m 28-09-2013 | Hitnotering: (Week 1 t/m 30) 26-01-2013 t/m 17-08-2013 Hitnotering: (Week 31 t/m 35) 31-08-2013 t/m 28-09-2013 | Hitnotering: (Week 1 t/m 30) 26-01-2013 t/m 17-08-2013 Hitnotering: (Week 31 t/m 35) 31-08-2013 t/m 28-09-2013 | Hitnotering: (Week 1 t/m 30) 26-01-2013 t/m 17-08-2013 Hitnotering: (Week 31 t/m 35) 31-08-2013 t/m 28-09-2013 | Hitnotering: (Week 1 t/m 30) 26-01-2013 t/m 17-08-2013 Hitnotering: (Week 31 t/m 35) 31-08-2013 t/m 28-09-2013 | Hitnotering: (Week 1 t/m 30) 26-01-2013 t/m 17-08-2013 Hitnotering: (Week 31 t/m 35) 31-08-2013 t/m 28-09-2013 | Hitnotering: (Week 1 t/m 30) 26-01-2013 t/m 17-08-2013 Hitnotering: (Week 31 t/m 35) 31-08-2013 t/m 28-09-2013 | Hitnotering: (Week 1 t/m 30) 26-01-2013 t/m 17-08-2013 Hitnotering: (Week 31 t/m 35) 31-08-2013 t/m 28-09-2013 | Hitnotering: (Week 1 t/m 30) 26-01-2013 t/m 17-08-2013 Hitnotering: (Week 31 t/m 35) 31-08-2013 t/m 28-09-2013 | Hitnotering: (Week 1 t/m 30) 26-01-2013 t/m 17-08-2013 Hitnotering: (Week 31 t/m 35) 31-08-2013 t/m 28-09-2013 | Hitnotering: (Week 1 t/m 30) 26-01-2013 t/m 17-08-2013 Hitnotering: (Week 31 t/m 35) 31-08-2013 t/m 28-09-2013 | Hitnotering: (Week 1 t/m 30) 26-01-2013 t/m 17-08-2013 Hitnotering: (Week 31 t/m 35) 31-08-2013 t/m 28-09-2013 | Hitnotering: (Week 1 t/m 30) 26-01-2013 t/m 17-08-2013 Hitnotering: (Week 31 t/m 35) 31-08-2013 t/m 28-09-2013 | Hitnotering: (Week 1 t/m 30) 26-01-2013 t/m 17-08-2013 Hitnotering: (Week 31 t/m 35) 31-08-2013 t/m 28-09-2013 | Hitnotering: (Week 1 t/m 30) 26-01-2013 t/m 17-08-2013 Hitnotering: (Week 31 t/m 35) 31-08-2013 t/m 28-09-2013 | Hitnotering: (Week 1 t/m 30) 26-01-2013 t/m 17-08-2013 Hitnotering: (Week 31 t/m 35) 31-08-2013 t/m 28-09-2013 | Hitnotering: (Week 1 t/m 30) 26-01-2013 t/m 17-08-2013 Hitnotering: (Week 31 t/m 35) 31-08-2013 t/m 28-09-2013 | Hitnotering: (Week 1 t/m 30) 26-01-2013 t/m 17-08-2013 Hitnotering: (Week 31 t/m 35) 31-08-2013 t/m 28-09-2013 |
| Week: | 1 | 2 | 3 | 4 | 5 | 6 | 7 | 8 | 9 | 10 | 11 | 12 | 13 | 14 | 15 | 16 | 17 | 18 | 19 | 20 |
| --- | --- | --- | --- | --- | --- | --- | --- | --- | --- | --- | --- | --- | --- | --- | --- | --- | --- | --- | --- | --- |
| Positie: | 92 | 27 | 4 | 5 | 3 | 2 | 1 | 5 | 5 | 6 | 6 | 8 | 10 | 12 | 12 | 13 | 19 | 23 | 28 | 41 |
| Week: | 21 | 22 | 23 | 24 | 25 | 26 | 27 | 28 | 29 | 30 | | 31 | 32 | 33 | 34 | 35 | | | | |
| Positie: | 34 | 39 | 38 | 32 | 31 | 36 | 45 | 46 | 54 | 62 | uit | 78 | 96 | 89 | 87 | 95 | uit | | | |

### VlaamseUltratop 50
| Hitnotering: 26-01-2013 t/m 10-08-2013 | Hitnotering: 26-01-2013 t/m 10-08-2013 | Hitnotering: 26-01-2013 t/m 10-08-2013 | Hitnotering: 26-01-2013 t/m 10-08-2013 | Hitnotering: 26-01-2013 t/m 10-08-2013 | Hitnotering: 26-01-2013 t/m 10-08-2013 | Hitnotering: 26-01-2013 t/m 10-08-2013 | Hitnotering: 26-01-2013 t/m 10-08-2013 | Hitnotering: 26-01-2013 t/m 10-08-2013 | Hitnotering: 26-01-2013 t/m 10-08-2013 | Hitnotering: 26-01-2013 t/m 10-08-2013 | Hitnotering: 26-01-2013 t/m 10-08-2013 | Hitnotering: 26-01-2013 t/m 10-08-2013 | Hitnotering: 26-01-2013 t/m 10-08-2013 | Hitnotering: 26-01-2013 t/m 10-08-2013 | Hitnotering: 26-01-2013 t/m 10-08-2013 | Hitnotering: 26-01-2013 t/m 10-08-2013 | Hitnotering: 26-01-2013 t/m 10-08-2013 | Hitnotering: 26-01-2013 t/m 10-08-2013 | Hitnotering: 26-01-2013 t/m 10-08-2013 | Hitnotering: 26-01-2013 t/m 10-08-2013 |
| Week:                                  | 1                                      | 2                                      | 3                                      | 4                                      | 5                                      | 6                                      | 7                                      | 8                                      | 9                                      | 10                                     | 11                                     | 12                                     | 13                                     | 14                                     | 15                                     | 16                                     | 17                                     | 18                                     | 19                                     | 20                                     |
| -------------------------------------- | -------------------------------------- | -------------------------------------- | -------------------------------------- | -------------------------------------- | -------------------------------------- | -------------------------------------- | -------------------------------------- | -------------------------------------- | -------------------------------------- | -------------------------------------- | -------------------------------------- | -------------------------------------- | -------------------------------------- | -------------------------------------- | -------------------------------------- | -------------------------------------- | -------------------------------------- | -------------------------------------- | -------------------------------------- | -------------------------------------- |
| Positie:                               | 16                                     | 7                                      | 4                                      | 1                                      | 1                                      | 1                                      | 1                                      | 1                                      | 1                                      | 1                                      | 2                                      | 2                                      | 1                                      | 11                                     | 14                                     | 17                                     | 21                                     | 23                                     | 27                                     | 22                                     |
| Week:                                  | 21                                     | 22                                     | 23                                     | 24                                     | 25                                     | 26                                     | 27                                     | 28                                     | 29                                     |                                        |                                        |                                        |                                        |                                        |                                        |                                        |                                        |                                        |                                        |                                        |
| Positie:                               | 21                                     | 24                                     | 30                                     | 23                                     | 24                                     | 34                                     | 34                                     | 48                                     | 47                                     |                                        |                                        |                                        |                                        |                                        |                                        |                                        |                                        |                                        |                                        |                                        |

### NPO Radio 2 Top 2000
| Nummer met noteringen in de NPO Radio 2 Top 2000 | '15  | '16  | '17  |
| ------------------------------------------------ | ---- | ---- | ---- |
| Thrift Shop                                      | 1482 | 1755 | 1866 |

1. ↑  Een vetgedrukt getal geeft de hoogste notering aan.
2. ↑  2015 was het eerste jaar met een notering voor dit nummer.
3. ↑  Deze tabel is bijgewerkt tot en met de laatste editie (2024).